# Festival Internacional de Cine de Cannes de 1953
La 6.ª edición del Festival Internacional de Cine de Cannes se desarrolló entre el 15 al 29 de abril de 1953. La Palma de Oro fue otorgada a El salario del miedo de Henri-Georges Clouzot. El festival se abrió con Horizons sans fin by Jean Dréville.
Durante la jornada de obertura, Walt Disney fue galardonado con la "Legión de Honor" de manos de Monsieur Hugues, Ministro de información francés.

## Jurado

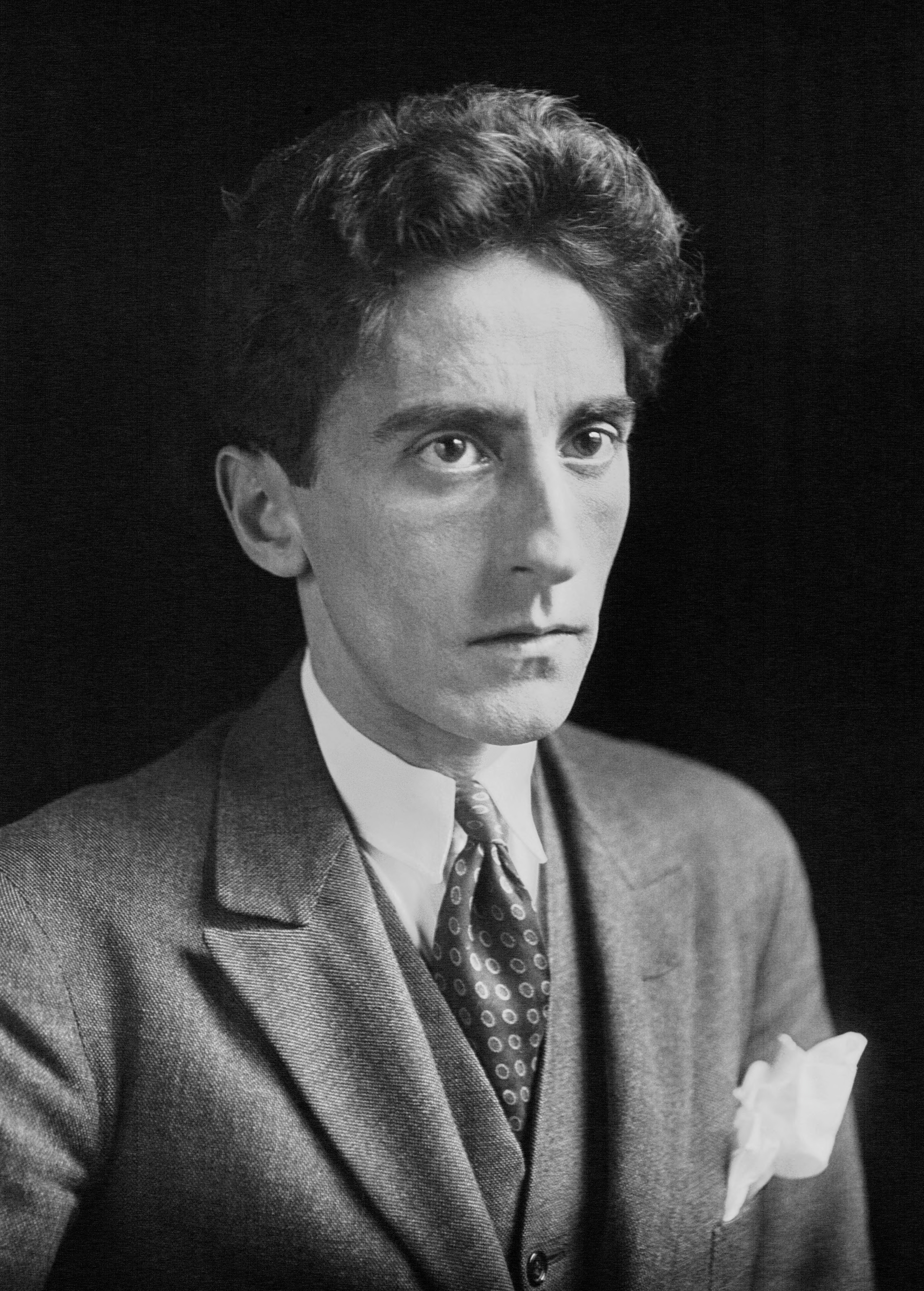
Jean Cocteau, presidente del jurado

Las siguientes personas fueron nominadas para formar parte del jurado de la competición principal en la edición de 1953:
- Jean Cocteau (Francia) Presidente
- Louis Chauvet (Francia) (periodista)
- Titina De Filippo (Francia)
- Guy Desson (France) (MP official)
- Philippe Erlanger (Francia)
- Renée Faure (Francia)
- Jacques-Pierre Frogerais (Francia)
- Abel Gance (Francia)
- André Lang (Francia)
- Georges Raguis (Francia)
- Edward G. Robinson (EE. UU.)
- Charles Spaak (Bélgica)
- Georges Van Parys (Francia)

Cortometrajes
- Bert Haanstra (Países Bajos)
- Roger Leenhardt (Francia)
- René Lucot (Francia)
- Jean Queval (Francia) (journalist)
- Jacques Schiltz (Francia)
- Jean Vivie (Francia) (CST official)

## Selección oficial
Las siguientes películas compitieron por la Palma de Oro:

### En competición – películas
- 1. April 2000 de Wolfgang Liebeneiner
- Awaara de Raj Kapoor
- O Cangaceiro de Lima Barreto
- Barrabás de Alf Sjöberg
- Bongolo de André Cauvin
- Call Me Madam de Walter Lang
- Children of Hiroshima de Kaneto Shindō
- Vuelve, pequeña Sheba de Daniel Mann
- Dedication of the Great Buddha (Daibutsu kaigen) de Teinosuke Kinugasa
- Doña Francisquita de Ladislao Vajda
- Él de Luis Buñuel
- Sala de guardia de Tulio Demicheli
- Horizons sans fin de Jean Dréville
- Duende y misterio del flamenco de Edgar Neville
- For the Sake of My Intemperate Youth (För min heta ungdoms skull) de Arne Mattsson
- Gendai-jin de Minoru Shibuya
- Magia verde de Gian Gaspare Napolitano
- The Heart of the Matter de George More O'Ferrall
- Yo confieso de Alfred Hitchcock
- Intimate Relations de Charles Frank
- Light in the High Plains (Luz en el páramo) de Víctor Urruchúa
- Lili de Charles Walters
- Las vacaciones del Sr. Hulot (Les vacances de Monsieur Hulot) de Jacques Tati
- Perfidy (Nevjera) de Vladimir Pogacic
- Peter Pan de Hamilton Luske, Clyde Geronimi and Wilfred Jackson
- Rosanna (La red) de Emilio Fernández
- The Sun Shines Bright de John Ford
- Estación Termini de Vittorio De Sica
- Las tres perfectas casadas de Roberto Gavaldón
- La vie passionnée de Clémenceau de Gilbert Prouteau
- The Village (Sie fanden eine Heimat) de Leopold Lindtberg
- El salario del miedo de Henri-Georges Clouzot
- The Wayward Wife (La provinciale) de Mario Soldati
- Bienvenido, Mister Marshall de Luis García Berlanga
- The White Reindeer (Valkoinen peura) de Erik Blomberg

## Cortometrajes en competición
Los siguientes cortometrajes competían para la Palma de Oro al mejor cortometraje:
- ...And Now Miguel de Joseph Krumgold
- Castilla, soldado de la ley de Enrico Gras
- Doderhultarn de Olle Hellbom
- Doh pyi daung su de Jules Bucher
- Dubrovnik de Milan Katic
- Gazouly, petit oiseau de Wladyslaw Starewicz, L. Starewitcz
- Houen zo! de Herman van der Horst
- I cristalli de Lando Colombo
- Immagini e colore de Vittorio Sala
- Joy οf Living de Jean Oser
- Kujira de Noburô Ôhfuji
- Kumaon Hills de Mohan Dayaram Bhavnani
- La montagna di genere de Giovanni Paolucci
- La pintura mural Mexicana de Francisco del Villar
- Land Of The Long Day de Douglas Wilkinson
- Le Luxembourg et son industrie de Philippe Schneider
- Le voyage d'Abdallah de Georges Regnier
- Machu-Picchu de Enrico Gras
- Marionnettes de Toon de Jean Cleinge
- Meister der Gegenwart de Karl von Zieglmayer
- Momoyama bidsutsu de Sôya Mizuki
- Naskara de José Miguel De Mora
- New Lands for Old de Krishna Gopal
- Pescatori di laguna de Antonio Petrucci
- Peter Breughel L'Ancien de Arcady
- Présentation de la beauce à Notre Dame de Chartres de Jacques Berthier
- Pylone 138 de Adolphe Forter
- Remmants of a Stone-Age People de Louis Knobel
- Reverón de Margot Benacerraf
- Royal Heritage de Diana Pine
- Salut casa de Jean Vidal
- Schatten Uner Sternen de Ernest Bingen
- So ist das Saarland de Ernest Bingen
- The Figurehead de John Halas
- The Great Experiment de V.R. Sarma
- The Romance of Transportation in Canada de Colin Low
- The Settler de Bernard Devlin
- The Stranger Left No Card de Wendy Toye
- Varen de Gösta Werner
- Victoire sur L'Annapurna de Marcel Ichac
- Vincent Van Gogh de Jan Hulsker
- Water Birds de Ben Sharpsteen
- White Mane (Crin Blanc, Cheval Sauvage) de Albert Lamorisse

## Premios

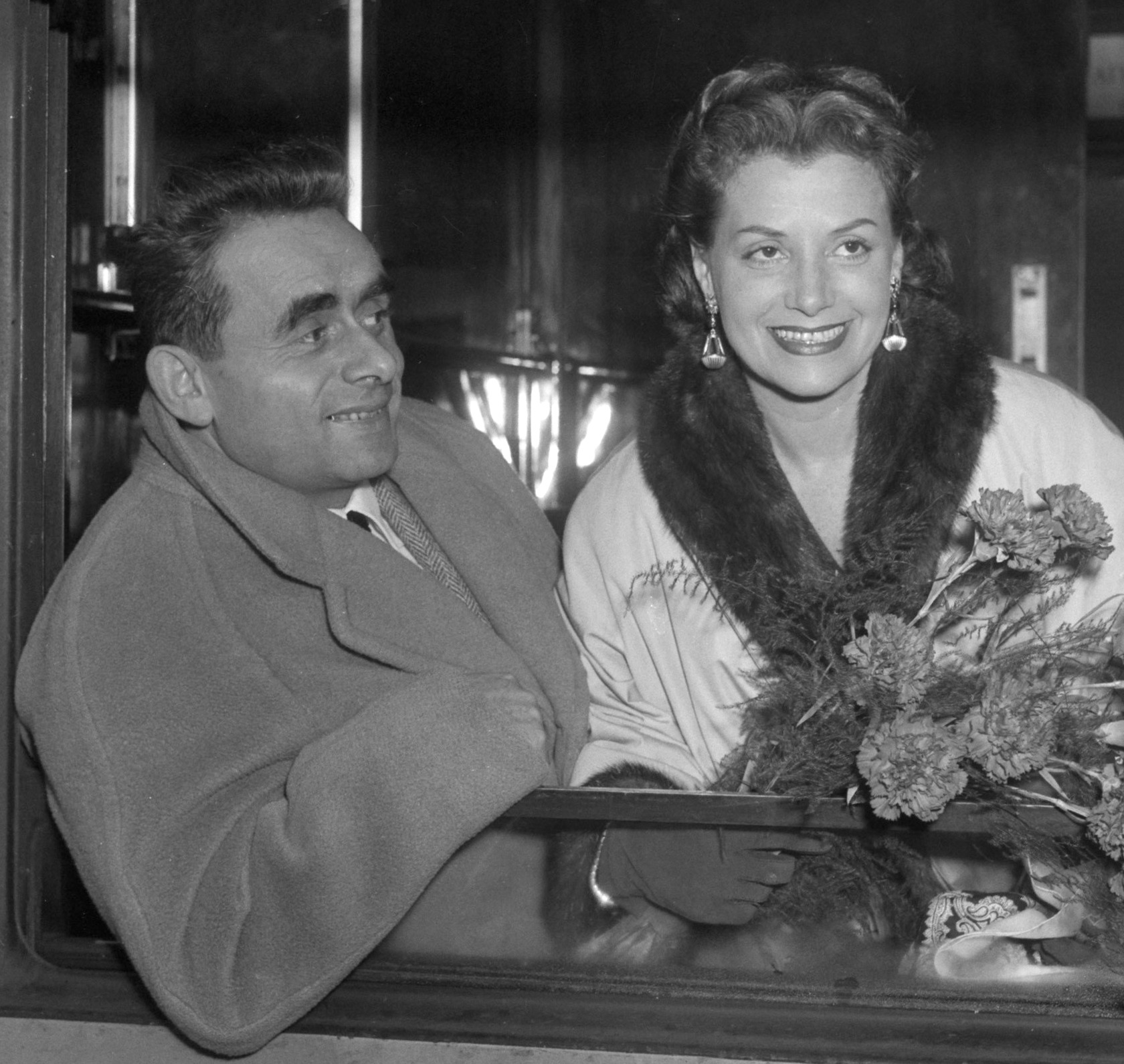
Henri-Georges (& Vera) Clouzot, ganadores del Gran Premio

### Premios oficiales
Los galardonados en las secciones oficiales de 1953 fueron:
- Gran Premio: El salario del miedo de Henri-Georges Clouzot
- Premio internacional
  - A la mejor narración visual: La red (La red) de Emilio Fernández
  - A la mejor exploración fílmica: Magia verde de Gian Gaspare Napolitano
  - A la mejor historia mágica: The White Reindeer (Valkoinen peura) de Erik Blomberg
  - Al mejor productor de entretenimiento: Lili de Charles Walters
  - Al mejor humor: Bienvenido, Mister Marshall de Luis García Berlanga
  - A la mejor película de aventuras: O Cangaceiro de Lima Barreto
  - A la mejor película dramática: Vuelve, pequeña Sheba de Daniel Mann
- Mención especial: Shirley Booth, por Vuelve, pequeña Sheba
- Mención especial: Charles Vanel, por El salario del miedo
- Premio del jurado por su contribución al prestigio del festival: Walt Disney
- Homage: Duende y misterio del flamenco de Edgar Neville

Palma de Oro al mejor cortometraje White Mane de Albert Lamorisse
- Mejor película de ficción: The Stranger Left No Card de Wendy Toye
- Mejor documental: Houen zo! de Herman van der Horst
- Mejor film de autor: Doderhultarn de Olle Hellbom
- Mejor animación: The Romance of Transportation in Canada de Colin Low

### Premios independentes
Premio FIPRESCI
- Las vacaciones del Sr. Hulot de Jacques Tati

Premio OCIC
- Horizons sans fin de Jean Dréville

Otros premios
- Mención especial[9]
  - Juan Antonio Bardem, Luis García Berlanga y Miguel Mihura, por su guion en Bienvenido, Mister Marshall
  - Gabriel Migliori, por su intervención en O Cangaceiro
  - Por la encantadora actuación en Lili
  - Por el uso del color en Magia verde (Magia verde)

## Media
- Institut National de l'Audiovisuel: Opening of the 1953 festival (comentario en francés)